# Perfuração por arma branca
A perfuração por arma branca (PAB) ou ferimento por arma branca é um trauma físico que pode ser causado por meio de violência (seja ela de terceiros ou auto-infligida) na utilização de objetos como facas, estiletes, machados, canivetes, facões e outros objetos que possuam laminas.
Segundo a Advanced Trauma Life Support (ATLS) o manual médico padrão no tratamento de traumas, qualquer trauma deve ser considerado uma doença, tendo em vista que doenças e traumas podem ser prevenidos de formas diferentes.

## Possíveis ferimentos graves

### Ruptura do tecido cardíaco
Tendo em vista que em média 45% das vitimas de PAB são atingidas na região do tórax, a ruptura do tecido cardíaco é uma situação extremamente grave. A ruptura do tecido cardíaco causa grande sangramento e o mal funcionamento do coração assim podendo levar rapidamente a óbito. Normalmente é necessária intervenção cirúrgica de urgência para evitar que o tecido cardíaco morra e cause a morte do paciente.

### Pneumotórax
O pneumotórax ocorre quando o pulmão é perfurado, assim causando seu mal funcionamento, em casos mais graves uma pneumotórax pode causar a morte. Normalmente uma pneumotórax normalmente também precisa de intervenção cirúrgica de urgência e suporte respiratório.

### Ruptura de tecido abdominal
Em média 36% das vitimas de PAB recebem seu ferimento no abdomen assim causando ruptura do tecido abdominal que normalmente acaba por perfurar o intestino assim necessitando de intervenção cirúrgica para evitar maiores complicações com infecções e hemorragias. Normalmente é feita uma cirurgia de laparotomia exploratória para analisar e reconstituir o tecido abdominal.

### Amputação
A amputação traumática de membros também é um problema recorrente, cerca de 27% dos ferimentos por PAB ocorrem nos membros superiores e 21% dos ferimentos por PAB ocorrem nos membros inferiores. Assim dependendo da gravidade do ferimento nos membros pode haver a amputação do mesmo, assim gerando risco de vida considerando a hemorragia que pode ocorrer após a amputação.

## Tratamento

### Primeiro atendimento
O primeiro atendimento deve ser feito utilizando a técnica padrão para traumas descritas no ATLS, que se trata da técnica da mnemônica do XABCDE:
- X - Hemorragia exsanguiante - Avaliação de possível hemorragia externa grave e com a existência confirmada a tomada da decisão de como conter o sangramento (torniquete ou outra forma de contenção menos invasiva).
- A - Airway - Via Aérea: Proteção da via aérea contra obstrução (vômito, corpo estranho, desabamento da língua, etc.) e controle da coluna cervical (imobilização temporária, que pode ser realizado simplesmente segurando a cabeça do paciente);
- B - Breathing - Respiração: Avaliação da expansibilidade pulmonar, que pode estar prejudicada por hemotórax, pneumotórax, fraturas múltiplas de costelas (tórax instável) etc.;
- C - Circulation - Circulação Sanguínea: Avaliação e (se possível) controle de perda sanguínea por hemorragias, lesões cardíacas e outras causas de baixo débito cardíaco;
- D - Disability - Déficit Neurológico: Avaliar lesões de tecido nervoso (intracraniano prioritariamente). Nessa fase já pode se avaliar a Escala de coma de Glasgow;
- E - Environment - Ambiente e exposição: Avaliar outras lesões que ainda não foram avaliadas e proteger o paciente contra hipotermia (retirando roupas molhadas, aquecendo,...).[7][1][nota 2]

### Exames hospitalares
No hospital, existem alguns exames padrões realizados entre vitimas deste tipo de trauma, entre os mais comuns estão os citados na tabela:
| Procedimento               | %                                                  |
| -------------------------- | -------------------------------------------------- |
| Avaliação AMPLA            | Normalmente é feita em todos pacientes conscientes |
| Raio-X                     | 47,6% dos pacientes foram submetidos               |
| Ultrassom                  | 45% dos pacientes foram submetidos                 |
| Hemograma de urgência      | 40,1% dos pacientes foram submetidos               |
| Laparotomia exploradora    | 25,1% dos pacientes foram submetidos               |
| Tomografia computadorizada | 8,6% dos pacientes foram submetidos                |

#### Avaliação AMPLA
Esta avaliação é feita para medir o estado de consciência da vitima e obter mais informações, ela é feita após a escala de Glasgow quando a vítima estiver consciente e orientada para facilitar ao médico decisões como a utilização de medicamentos e também facilitar a investigação das autoridades através de informações passadas aos médicos. A avaliação segue os seguintes critérios:
- A (Alergias)
- M (Medicamentos de uso habitual)
- P (Passado Medico)
- L (Líquidos e alimentos ingeridos recentemente)
- A (Ambiente e eventos relacionados ao trauma) [9]

### Procedimentos hospitalares de urgência
No hospital, diversos procedimentos hospitalares podem ser tomados, a maioria são feitos de urgência para a estabilização do paciente, após a estabilização, são tomados procedimentos para tratar problemas específicos. A tabela a seguir cita dos procedimentos realizados em caráter de urgência para estabilização:
| Nome do Procedimento                  | Ações do Procedimento | %     |
| ------------------------------------- | --- | ----- |
| Toracotomia com drenagem pleural      | Procedimento de urgência realizado para tratamento de ferimentos no pulmão, a drenagem é realizada para remover líquidos que eventualmente tenham entrado dentro do pulmão. | 21,4% |
| Transfusão de concentrado de hemácias | Procedimento de transfusão de sangue com foco na estabilização das hemácias do paciente.                                                                                    | 15,5% |
| Enterorrafia com sutura               | Procedimento para a sutura do intestino, pode ser feita durante uma laparotomia ou de abdômen fechado.                                                                      | 4,7%  |
| Sutura de emergência                  | Procedimento de sutura simples para reparo de ferimentos externos para evitar hemorragias.                                                                                  | 4,6%  |
| Hepatorrafia                          | Procedimento de sutura do fígado, pode ser feita com a cavidade aberta ou fechada.                                                                                          | 4%    |
| Gastrorrafia                          | Procedimento de sutura do estomago, pode ser feita com a cavidade aberta ou fechada                                                                                         | 3%    |

## Tipos de ferimentos

### Ferimentos cortantes
No geral, ferimentos cortantes ocorrem quando o ferimento é feito com um instrumento que possua lamina que necessite de pressão deslizante contra o tecido, assim cortando o tecido. Normalmente, ferimentos como este, geram como ferimento graves hemorragias externas quando infligidos contra veias e/ou artérias. 
Os objetos que causam ferimentos como este são: navalhas, aparelhos de barbear, estiletes...

### Ferimentos perfurantes
Ferimentos perfurantes ocorrem quando o ferimento é feito com um instrumento que perfure o tecido com uma ponta agua que pode ser em diversos formatos. Os riscos relacionados a este tipo de ferimento é a perfuração de órgãos internos, assim gerando uma hemorragia interna.
Os objetos que causam ferimentos como este são: agulhas, chaves de fenda, formões, tesouras...

### Ferimentos contundentes
Ferimentos contundentes ocorrem quando o ferimento é feito através da pressão do objeto contra o corpo, sem a necessidade de perfuração do tecido exterior da vitima, porem gerando danos interiores. Os riscos relacionados a este tipo de ferimento é a perfuração de tecidos internos por choque.
Os objetos que causam ferimentos como este são: socos, martelos, soqueiras, panelas, rolo de massa, correntes...

### Perfurocortantes
Ferimentos perfurocortantes são ferimentos que além de cortar, geram danos pela perfuração, assim perfurando o tecido interior e exterior. Os riscos relacionados a este tipo de ferimento é a perfuração de tecidos internos, hemorragia externa, sangramentos....
Os objetos que causam ferimentos como este são: facas, adagas, garrafas quando quebradas, canivetes...

### Cortocontundentes
Ferimentos cortocontundentes são ferimentos que além de cortar, geram danos pela contusão ou impacto. Assim os riscos relacionados a este tipo de ferimento é a perfuração de órgãos, amputações e ferimentos relacionados...
Os objetos que causam ferimentos como este são: machados, guilhotinas, cutelos, foices...

### Perfurocontundentes
Ferimentos perfurocontundentes são ferimentos causados por objetos que perfuram e geram contusão com o impacto de forma simultânea. Assim os riscos relacionados a este tipo de ferimento é a perfuração de órgãos internos e o risco de hemorragias.
Os objetos que causam ferimentos como este são: picaretas, lanças, arpões....

### Perfurocortocontundentes
Ferimentos perfurocortocontundentes são considerados a categoria de ferimentos mais complexos de se tratar, pois eles causam os três tipos de dano possíveis através de armas brancas, eles perfuram ,cortam e fraturam o seu alvo. Os riscos envolvem todos os demais riscos citados a cima.
Os objetos que causam ferimentos como este são: katana, montante, cimitarra...

## Legislação em países lusófonos

### Angola
Na Angola, o porte de armas brancas com o intuito de ferir ou machucar terceiros é ilegal, assim levando a apreensão do objeto e 60 dias de multa, caso um crime seja cometido com uma arma branca, será considerado um agravante. Porem caso seja comprovado o porte para segurança pessoal, a apreensão do objeto e a multa não se aplicam, assim abrindo brechas na lei que não limita tamanho nem considerações para a comprovação do porte para segurança pessoal.

### Brasil
No Brasil a posse de armas brancas trata-se de uma contravenção penal, tendo em vista que no código penal brasileiro está expressamente escrito no seu artigo 19:
| “                                    | Trazer consigo arma fora de casa ou de dependência desta, sem licença da autoridade: Pena - prisão simples, de quinze dias a seis meses, ou multa, de duzentos mil réis a três contos de réis, ou ambas cumulativamente. | ” |
| — Artigo 19, Código penal brasileiro | |   |

Porem, não existem licenças expedidas por autoridades para o porte de armas brancas, assim não podendo se enquadrar no artigo 19, e entrando como uma contravenção penal que pode gerar processos administrativos, apreensão da arma e multa mas não a cadeia. Porem existem alguns casos de armas brancas que são restritas de uso para forças policiais, como cassetetes, espadas de uso exclusivo do exercito e spray's de pimenta. Estes sim passiveis de prisão caso encontrados em flagrante sem a devida autorização.

#### São Paulo,Rio de Janeiro eMinas Gerais
Estes estados Brasileiros, através de suas respectivas assembleias legislativas, proibiram o porte de armas brancas com uma lâmina maior de 10 centímetros, assim rescaldando ferramentas de trabalho e tentando assim reduzir o uso deste tipo de armas em seus estados. Caso em flagrante o porte de uma arma branca com mais de 10 centímetros, o suspeito terá que pagar uma multa e irá ter seu objeto aprendido.

#### Rio Grande do Sul
No Rio Grande do Sul, culturalmente, as lâminas não são grandes problemas. Como no resto do país, o porte de laminas é considerado uma contravenção penal, porem pela cultura do estado, é comum serem encontrados gaúchos portando laminas. Assim a brigada militar não costuma se preocupar com o porte de facas, o caso muda caso o seu portador estiver em uma atitude suspeita e/ou cometendo um crime em flagrante. Existem locais públicos como o acampamento farroupilha e em CTG's onde é extremamente comum o uso de facas.

### Portugal
Em Portugal dês do ano de 2006 são consideradas ilegais qualquer armas brancas que podem ser utilizadas para ferir outras pessoas, entre elas: armas com mais de 10 centímetros de lamina, canivetes com abertura automática, canivetes com abertura por mola, posse de laminas com mais de 10 centímetros sem justificativa. Assim mantendo o rescaldo de armas brancas para trabalhos que necessitem das mesmas. As penas variam de apreensões dos objetos e multas.